# 伊藤鉄五郎
伊藤鉄五郎（いとう てつごろう、天保11年（1840年） - 慶応4年5月1日（1868年6月20日）?）は、山城国京都出身の新選組隊士。伊東とも。伍長。後、差図役。

## 略歴
元治元年(1864年)に新選組に入隊。戊辰戦争時には、鳥羽・伏見の戦い、甲州勝沼の戦いに参戦し、白河口の戦いにおいて戦死したとされる。享年29。死亡日は閏4月25日説もあり。